# Пакистано-чешские отношения
Пакистано-чешские отношения — двусторонние дипломатические отношения между Пакистаном и Чешской Республикой. Чехословакия официально установила дипломатические отношения с Пакистаном 27 сентября 1950 года, а в 1991 году Чехия установила их повторно. Пакистанское посольство в Чехии находится в Праге, а чешское посольство в Пакистане — в Исламабаде. Между двумя странами ведётся активная торговля, а также заключено оборонное сотрудничество.

## Торговые отношения
Товарооборот между двумя странами составляет порядка 100 миллионов долларов США в год. Пакистан поставляет в Чехию текстиль и кожаные изделия, в то время как Чехия поставляет технику, бумагу и картон, а также электрическое и электронное оборудование. Чешская Республика также инвестирует в пакистанскую медицинскую, фармакологическую и текстильную сферы.

## Посольства

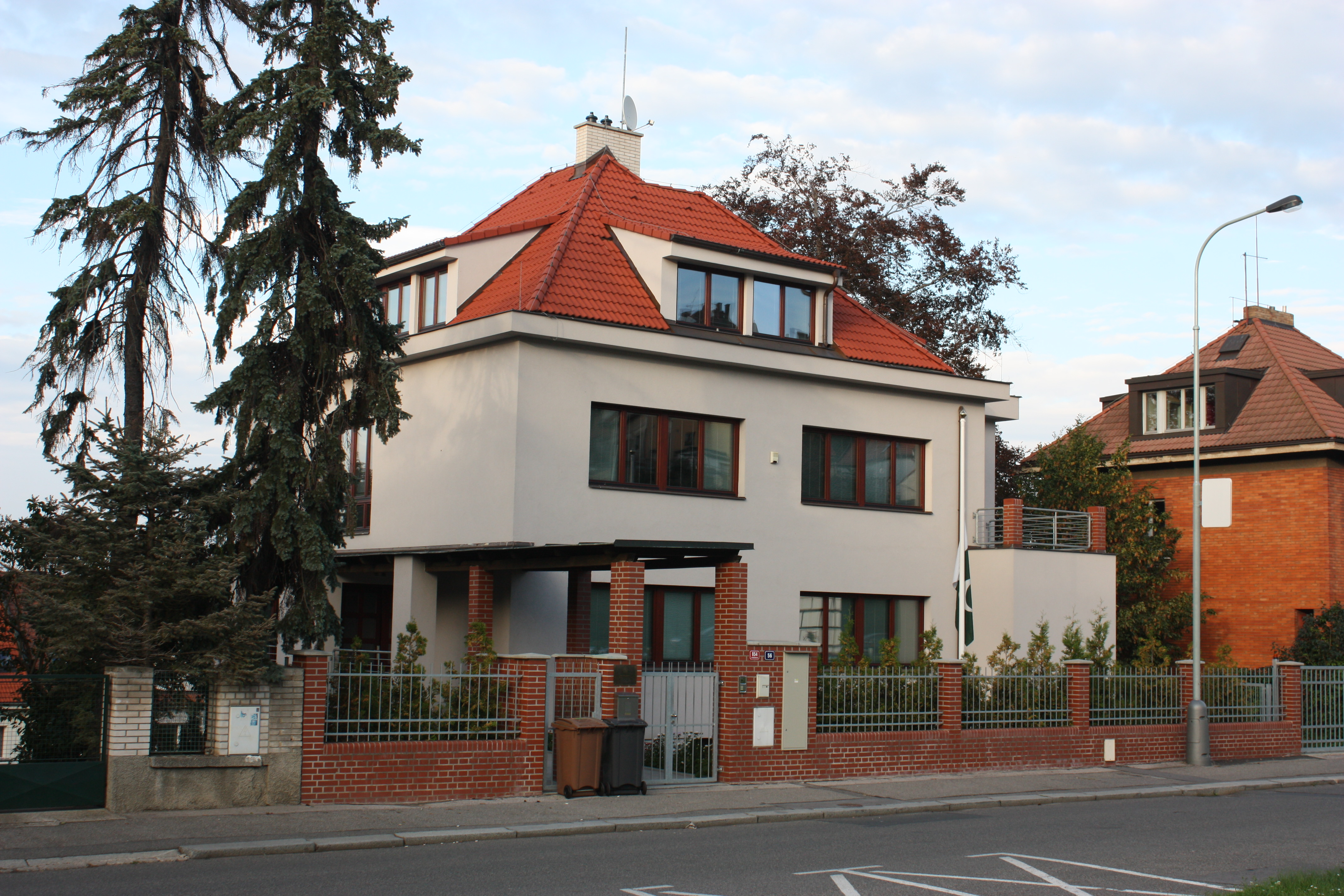
Пакистанское посольство в Праге

У Пакистана есть посольство в Праге. У Чехии есть посольство в Исламабаде, а также три почётных консульства в Карачи, Лахоре и Пешаваре.

## Оборонное сотрудничество
Пакистан и Чешская Республика также заключили меморандум о взаимопонимании для укрепления военного и оборонного сотрудничества между двумя странами. В 2017 году Česká zbrojovka подтвердила завершение соглашения по продаже военных технологий пакистанским артиллерийским заводам. Кроме того, чешская компания Velká Bíteš продала сотню миниатюрных турбовентиляторных двигателей для пакистанских военных дронов.
В 2016 году чешский министр обороны выразил заинтересованность в проведении учений чешских военных пакистанскими офицерами.

## Культурные отношения
Обе страны стараются развивать культурные отношения с помощью туризма и образования.